# هادسن (میشیگان)
هادسِن (به انگلیسی: Hudson, Michigan) یک شهر در ایالات متحده آمریکا با جمعیت ۲٬۳۰۷ نفر است که در میشیگان واقع شده‌است.

## موقعیت جغرافیایی
موقعیت جغرافیایی شهرها و مناطق اطراف به شرح زیر است: